# Pot Luck
Pot Luck with Elvis (с англ. — «Угощение с Элвисом») — седьмой студийный альбом американского певца Элвиса Пресли, вышедший в 1962 года на лейбле RCA Victor.
В диск включены песни, записанные во время студийных сессий 1961—62 гг. для саундтреков к фильмам певца. Правда, из 12 песен лишь одна — «Steppin' Out of Line» — предназначалась для фильма (но в фильм — «Голубые Гавайи» — она так и не вошла). «Pot Luck» является ярким примером т. н. «нэшвиллского саунда», разработанного Четом Аткинсом и Стивом Шолзом, бывшим продюсером всех записей Пресли в 1956—67 гг. Альбом занял 4-е место в американском хит-параде.
Следующий альбом Пресли с поп-музыкой выйдет через 7 лет, в 1969 году: до того все альбомы певца будут собственно саундтреками к его фильмам (плюс один альбом с церковной музыкой).

## Список композиций

### Оригинальная версия (1962)
1. Kiss Me Quick
2. Just For Old Time Sake
3. Gonna Get Back Home Somehow
4. Easy Question
5. Steppin' Out Of Line
6. I’m Yours
7. Something Blue
8. Suspicion
9. I Feel That I’ve Known You Forever
10. Night Rider
11. Fountain Of Love
12. That’s Someone You Never Forget

Форматы: грампластинка, компакт-диск

### Расширенная версия (1999)
1. Kiss Me Quick (2:49)
2. Just for Old Time Sake (2:10)
3. Gonna Get Back Home Somehow (2:30)
4. I Met Her Today (2:44)
5. (Such An) Easy Question (2:21)
6. She’s Not You (2:10)
7. I’m Yours (2:22)
8. You’ll Be Gone (2:26)
9. Something Blue (3:00)
10. Suspicion (2:35)
11. I Feel That I’ve Known You Forever (1:41)
12. Night Rider (2:10)
13. For the Millionth and the Last Time (2:08)
14. Just Tell Her Jim Said Hello (1:54)
15. Fountain of Love (2:15)
16. That’s Someone You Never Forget (2:50)
17. Steppin' Out of Line (1:52)

Форматы: компакт-диск